# Nemzeti Pedagógus Kar
A Nemzeti Pedagógus Kar az állami és önkormányzati fenntartású köznevelési intézményekben pedagógus-munkakörben közalkalmazottként foglalkoztatottak önkormányzattal rendelkező köztestülete. A Karról a köznevelési törvény 63/A–63/L. §-ai rendelkeznek, amelyeket az oktatás szabályozására vonatkozó egyes törvények módosításáról szóló 2013. évi CXXIX. törvény 36. §-a iktatott be.

## Tagság
A Kar tagja az a pedagógus, aki az állami és önkormányzati fenntartású köznevelési intézményben pedagógus-munkakörben történő foglalkoztatásra szóló kinevezést kapott. Mindebből következik, hogy a tagság automatikus és kötelező. Ugyanakkor a tagság egyetlen következménye az Alapszabály és az Etikai kódex betartása. Előbbinek csak a Karban végzett bármilyen tevékenység esetén van jelentősége. A kar az Alapszabályban és az Etikai Kódexben foglaltak szerint tagjával szemben etikai eljárást folytathat – mert a Kar tagjának kötelessége, hogy megtartsa a Kar működésére vonatkozó, a törvényben, az Alapszabályban és az Etikai Kódexben rögzített szabályokat.

## Hatásköre
A Kar véleményezési, javaslattevő és ajánlási feladatokat láthat el, döntési jogkörrel saját működését és szakmai állásfoglalásait illetően rendelkezik az alapszabályában meghatározottak szerint. Szakmai tagozatai konferenciákat szerveznek. Legfőbb döntéshozó testülete az Országos Küldöttgyűlés. Feladatait országos szervei, továbbá a megyékben és a fővárosban működő területi szervei útján látja el. 
A Kar országos szervei és ügyintéző testületei:
- Országos Küldöttgyűlés
- Országos Elnökség
- Országos Felügyelő Bizottság
- Országos Etikai Bizottság
- Állandó bizottságok
- Ad hoc bizottságok
- Szakmai tagozatok
A Kar területi szervei és ügyintéző testületei (minden megyében és Budapesten):
- Területi Küldöttgyűlés
- Területi Etikai bizottság
- Állandó bizottságok
A Kar hivatali ügyeit a Központi Iroda intézi, melynek vezetője a főtitkár.
A Területi Küldöttgyűlés tagjait a Kar tagjai, tehát közvetlenül a pedagógusok választják maguk közül, az Országos Küldöttgyűlés tagjait pedig a Területi Küldöttgyűlés delegálja. A területi tisztségviselőket a területi, az országos tisztségviselőket az országos küldöttgyűlés választja meg.

## Delegálások
A Kar a következő testületekbe delegál tagot (tagokat):
- Köznevelés Stratégiai Kerekasztal
- Országos Köznevelési Tanács
- Nemzeti Tankönyvtanács
- Tankerületi Tanácsok
- Szakképzési Innovációs Tanács

## Szakmai tagozatok
A szakmai tagozatok listáját eredetileg a törvény tartalmazta, de a felsoroltakon túl is kezdeményezheti 10 tag újabb tagozat létrehozását. A tagozatok az egyes pedagógus munkakörökhöz és megbízásokhoz (pl. óvodapedagógus, tanító, vezetői) vagy a tantervi műveltségterületekhez (pl. Ember és társadalom, Magyar nyelv és irodalom... stb.) kapcsolódnak. A tagozatok elnökét a tagság választja, a megbízást az Országos Küldöttgyűlés hagyja jóvá. A tagozatok szakmai rendezvényeket szerveznek, illetve saját területüket érintő javaslatokat fogalmaznak meg az elnökség vagy a küldöttgyűlés számára, továbbá a különféle egyeztető fórumokon képviselik a pedagógusok szakmai álláspontját.

## Összeférhetetlenség
A Kar tisztségviselője, az ügyintéző testületek tagja nem lehet:
a) párt tisztségviselője,
b) bármely országos kamara tagja,
c) bármely pedagógus szakmai és érdekképviseleti szervezet tisztségviselője.

## Titoktartási szabály
A törvény kimondja, hogy a Kar tagja a tevékenysége során tudomására jutott információkat csak a Kar jogos érdekeinek, működésének, a közszolgálat érdekeinek, működésének veszélyeztetése, valamint a személyhez fűződő jogok megsértése nélkül hozhatja nyilvánosságra.

## Etikai kódex és eljárás
Az etikai eljárás indítását és lefolytatását részben a törvény, részben az Etikai kódex szabályozza.
A kódex létrehozására a Kar ad hoc bizottságot hozott létre. Az első tervezetet a pedagógustársadalom és a szakmai szervezetek erős és hangos - részben indokolt, részben a valóságalapot teljes mértékben nélkülöző - kritikával fogadták, számos észrevétel, vélemény érkezett a szöveghez. Az első tervezethez képest jelentősen átdolgozott kódex az Országos Küldöttgyűlés jóváhagyása után 2015. november 14-én lépett hatályba.
Az etikai eljárás néhány főbb jellemzője a teljesség igénye nélkül:
- Eljárás az Alapszabály vagy az Etikai kódexben foglaltak megsértése miatt indítható.
- Eljárást a Kar tagjával szemben a Kar tagja indíthat.
- Az eljárást első fokon a Területi Etikai Bizottság folytatja le, fellebbezni az Országos Etikai Bizottsághoz lehet.
- Amennyiben az etikai vétség beigazolódik, három lehetséges következmény fordulhat elő a törvény szerint: figyelmeztetés; a Kar által biztosított kedvezmény, juttatás, jogosultság korlátozása, megvonása; a Karban betöltött tisztségtől való megfosztás. (Az eljárásnak tehát munkajogi következménye nincs.)
A kódex hatályba lépése óta 9 eljárás kezdeményezésére került sor.

## Vita a Pedagógus Karról
Míg a pedagógustársadalom nagy része passzívan tudomásul vette a Kar megalakulását, addig egyes pedagógusszervezetek, élükön a Pedagógusok Demokratikus Szakszervezetével több alkalommal élesen tiltakoztak annak megalakítása ellen. Álláspontjuk szerint a Nemzeti Pedagógus Kar előképe és ihletője a Benito Mussolini által létrehozott fasiszta korporációs, hivatásrendi állam, melyet Magyarországon Gömbös Gyula próbált meg meghonosítani. Véleményük szerint „a kormány engedelmes tárgyalópartnert hozna magának létre a Magyar Pedagógus Kar révén, amely az etikai kódexszel együtt már nem csupán szakmai szervezet, hanem egy büntető-szankcionáló szervezet lenne”, felállítása így „megkérdőjelezi a pedagógusok szakmai önállóságát, feltétlen engedelmességet követel meg”, miközben a „demokratikusan működő szakmai szervezetek eddig is ellátták azokat a feladatokat, amelyeket az NPK fő feladatának szánnak”.
Más szervezetek támogatták felállítását, például az Általános Iskolai Igazgatók Országos Szövetsége, melynek elnöke szerint „az állami intézményekben dolgozó pedagógusok automatikus taggá válása a hivatás presztízsét növeli.”
Tények a vitához kapcsolódóan:
Az "engedelmes tárgyalópartner" képet azóta többszörösen cáfolta a Kar nem egy állásfogalalása és nyilatkozata. Az Etikai kódex és az ez alapján lefolytatott etikai eljárás a pedagógus foglalkoztatását érintő szankcionáló elemet nem tartalmaz, ilyen jogköre a Karnak nincs, és nem is volt. A Kar tisztségviselőinek megválasztásában bármely tag részt vehet, mindenki választó és választható. A teljes tagságot érintő döntéseket kizárólag az ily módon választott küldöttekből álló Országos Küldöttgyűlés hozhat, és kizárólag az Országos Küldöttgyűlés adhat ki állásfoglalást, az elnökség és más testületek csak közleményt.

## Tisztségviselők[5]
- Elnök: Horváth Péter (a győri Révai Miklós Gimnázium igazgatója)
- Elnökhelyettes: Iszák Tibor (a fehérgyarmati gimnázium igazgatója)
- Országos Elnökség:
  - Bedő Kornél (Somogy megye)
  - Bodrogai Tibor (Komárom-Esztergom megye)
  - Dr. Vizi László Tamásné (Fejér megye)
  - Kiss Zoltán (Pest megye)
  - Nagyné Szabó Etelka (Budapest)
  - Szabó Gyula (Hajdú-Bihar megye)
  - Szabó Mónika (Borsod-Abaúj-Zemplén megye)
  - Szaszák Csaba (Csongrád-Csanád megye)
  - Táskai Erzsébet (Somogy megye)
- Országos Etikai Bizottság:
  - Elnök: Fekete József (Hajdú-Bihar megye)
  - Tag: Dr. Kozák András (Budapest)
  - Tag: Kustra Hajnalka (Pest megye)
- Országos Felügyelő Bizottság:
  - Elnök: Ajtony Ákos (Győr-Moson-Sopron megye)
  - Tag: Szalkai Mária (Heves megye)
  - Tag: Vas Mariann (Csongrád-Csanád megye)
- Területi elnökök:
  - Bács-Kiskun megye: Junger Péter
  - Baranya megye: Minárik Tamás Ferenc
  - Békés megye: Dr. Sióréti Gabriella
  - Borsod-Abaúj-Zemplén: Vizkeletiné Juhász Judit
  - Budapest: Dr. Puszter Bernadett
  - Csongrád megye: Árva László
  - Fejér megye: Szabó Julianna
  - Győr-Moson-Sopron megye: Kaukerné Kovács Edit  
  - Hajdú-Bihar megye: Posta László
  - Heves megye: Rázsi Botond Miklós
  - Jász-Nagykun-Szolnok megye: Hegyiné Mladoniczki Éva  
  - Komárom-Esztergom megye: Soltész Éva
  - Nógrád megye: Csábi István
  - Pest megye: Kovács Andrea
  - Somogy megye: Agócs Attila
  - Szabolcs-Szatmár-Bereg megye: Kulcsár Judit
  - Tolna megye: Farkas Sándor
  - Vas megye: Marton Judit
  - Veszprém megye: Dudásné Pirik Mariann
  - Zala megye: Dömötörfi Lívia